# Nikolai Afanàssiev
Nikolai Iàkovlevitx Afanàssiev, rus: Никола́й Я́ковлевич Афана́сьев (Tobolsk, 31 de desembre de 1821 – Sant Petersburg, 3 de juny de 1898) fou un virtuós del violí i compositor de l'època Imperial Russa. El 1841 es traslladà a Moscou com a director d'orquestra, tornant el 1850 a Sant Petersburg com a primer violí. Com a compositor deixà infinitat de quartets, lieder, peces per a piano.

## Biografia
Afanasyev va néixer a Tobolsk el 1821. Va obtenir la seva educació musical del seu pare, el violinista Yakov Ivanovich Afanasyev, fill il·legítim del príncep Ivan Dolgorukov. El 1838, dos anys després del seu debut com a violinista a Moscou, va ser nomenat concertino de l'orquestra del teatre Bolxoi. No obstant això, va dimitir el 1841 per dirigir l'orquestra serf d'un terratinent ric a Vïksa, prop de Sant Petersburg. El 1846, Afanasyev va marxar per embarcar-se en una gira de concerts per Rússia, i finalment es va establir a Sant Petersburg el 1851, on va continuar actuant com a solista i com a concertino (de vegades director) de l'òpera italiana. Va deixar el treball orquestral per començar a ensenyar piano en 1853 a l'Institut Smolin'ïy, abans de recórrer Europa occidental amb un èxit moderat en 1857.
Després de tornar a Rússia, va decidir comprometre's en la composició, i va aconseguir el seu millor en les seves obres a petita escala, que tendien a patir molt menys de la inconsistències en l'habilitat tècnica que va sorgir de la seva formació informal. Va guanyar una especial aclamació per a obres inspirades en les melodies i els ritmes de la música folklorica russa, un interès permanent dels seus que va portar a la publicació de la seva antologia popular (1866) de cançons folklòriques disposades per corda a quatre parts. La música de cambra d'Afanasyev, entre les quals destaca el quartet de cordes Volga (vers 1860) que va guanyar un premi de la societat musical russa en 1861, també va gaudir d'aclamació similar. El Volga va ser el primer quartet de cordes escrit per un compositor rus nadiu.
En canvi, les seves òperes tenien molt menys entusiastes recepcions. Tot i que el Teatre Mariïnsky va protagonitzar Ammalat-Bek el 1870, no s'ha realitzat enlloc des de llavors; Sten'Ka Razin no va poder passar la censura de l'estat, mentre que Vakula-Kuznets mai va ser interpretada. Els manuscrits de diverses òperes i obres orquestrals romanen inèdites.
Va morir a Sant Petersburg el 1898, a l'edat de 77.